# Дінабург (футбольний клуб)
«Дінабург» (латис. Dinaburg) — колишній латвійський футбольний клуб з міста Даугавпілс. Заснований у 1994 році, розформований у 2009 році.

## Історія

### Хронологія назв
- 1990 – «Целтнікс» (Даугавпілс)
- 1992 – BJSS (Даугавпілс)
- 1993 – «Аусекліс»
- 1995 – «Вілан-Д»
- 1996 – «Дінабург»

### 2006

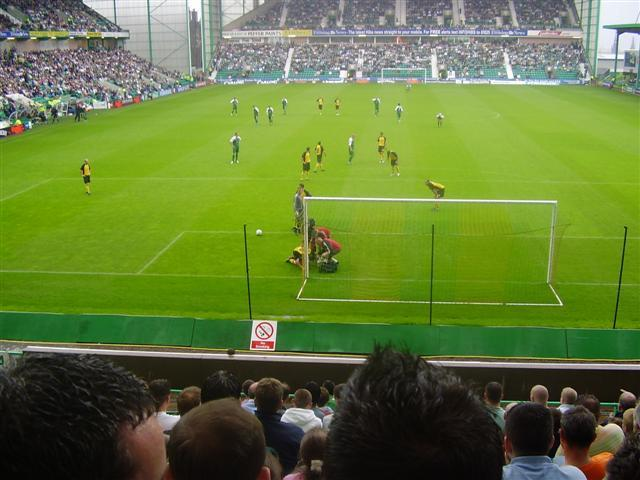
«Гіберніан» — «Дінабург»

У першому раунді кубку Інтертото 2006 латиші з загальним рахунком 2:1 здолали фарерський клуб ГБ Торсгавн. У другому ж ранді цього турніру «Дінабург» з рахунком 0:8 поступився шотландському «Гіберніану» (0:5 — у Единбурзі та 0:3 — в Латвії).

### 2007
У сезоні 2007 року за порушення правил Фейр-Плей клуб було дискваліфіковано з розіграшу Балтійської ліги. Тим не менше латиський клуб кваліфікувався для уасті в Кубку Інтретото, де вони мали зустрітися з переможцем чемпіонату Північної Ірландії, «Кліфтонвіллем». Проте за сумою двох поєдинків «Дінабург» поступився шотландцям з рахунком 1:2 (поразка з рахунком 0:1 та нічия 1:1 у Белфасті).

### 2009
У першому раунді Ліги чемпіонів 2009 «Дінабург» мав зустрітися з переможцем естонського чемпіонату «Нимме Калью». Латиші вдома перемогли з рахунком 2:1, а на виїзді «розписали» нульову нічию. У другому раунді їх суперником мав стати ізраїльський «Бней-Єгудою». В Ізраїлі даугавпілський колектив поступився з рахунком 0:4, а в Латвії також поступився, але з рахунком 0:1. У 2009 році команда також вилетіла з обох чемпіонатів, у яких брала участь — Вірсліги та Балтійської ліги.

## Об'єднання
На початку 2009 року було прийнято рішення про об'єднання двох даугавпілських команд — «Дінабург» і «Даугави». Назва об'єднаної команди — «Дінабург», президент Олег Гаврилов також у попередні роки працював у «Дінабурзі», а основу команди склали футболісти «Даугави» на чолі з головним тренером Ігорем Гамулою. Після 2-го туру чемпіонату Гамула був відправлений у відставку, і його місце зайняв Тамаз Пертія, який тренував «Дінабург» у 2007—2008 роках.

## Дискваліфікація
5 жовтня 2009 року рішенням правління ЛФФ клуб був виключений з чемпіонату Латвії, а президент Олег Гаврилов і головний тренер Тамаз Пертія довічно дискваліфіковані з латвійського футболу. В офіційній заяві говориться, що «представники команди, незважаючи на багаторазові попередження та дискваліфікацію з Балтійської ліги в 2007 році, протягом тривалого періоду часу брали участь в тоталізаторі, маніпулювали своїми досягненнями у грі, що підтверджують незаперечні докази, отримані з компетентних організацій, в тому числі УЄФА». Гаврилов звинувачення відкинув. 2 червня 2010 року Дисциплінарна комісія ЛФФ скасувала довічну дискваліфікацію Пертії, застосувавши умовну дискваліфікацію з випробувальним терміном до 1 липня 2011 року.
У 2010 році місце «Дінабург» у латвійській лізі зайняла відроджена «Даугава», основу її склали колишні гравці «Дінабурга», за винятком гравців, які під час трансферного вікна встигли знайти собі нову команду..

## Статистика виступів

### Національний чемпіонат
| Ліга      | Сезон  | Місце  | І   | В   | Н  | П   | Голи    | О   |  | Кубок      |
| --------- | ------ | ------ | --- | --- | -- | --- | ------- | --- |  | ---------- |
| Вища ліга | 1995   | 2      | 28  | 16  | 3  | 9   | 45‒30   | 51  |  | 1/8 фіналу |
| Вища ліга | 1996   | 3      | 28  | 13  | 8  | 7   | 53‒31   | 47  |  | 1/2 фіналу |
| Вища ліга | 1997   | 3      | 24  | 12  | 6  | 6   | 37‒19   | 42  |  | Фіналіст   |
| Вища ліга | 1998   | 4      | 28  | 11  | 10 | 7   | 49‒31   | 43  |  | 1/4 фіналу |
| Вища ліга | 1999   | 4      | 28  | 13  | 5  | 10  | 37‒32   | 44  |  | 1/4 фіналу |
| Вища ліга | 2000   | 4      | 28  | 10  | 5  | 13  | 32‒32   | 35  |  | 1/2 фіналу |
| Вища ліга | 2001   | 4      | 28  | 15  | 5  | 8   | 60‒29   | 50  |  | Фіналіст   |
| Вища ліга | 2002   | 4      | 28  | 12  | 4  | 12  | 37‒35   | 40  |  | 1/8 фіналу |
| Вища ліга | 2003   | 4      | 28  | 13  | 5  | 10  | 43‒36   | 44  |  | 1/4 фіналу |
| Вища ліга | 2004   | 4      | 28  | 10  | 6  | 12  | 35‒36   | 36  |  | 1/4 фіналу |
| Вища ліга | 2005   | 4      | 28  | 9   | 8  | 11  | 37‒43   | 35  |  | 1/4 фіналу |
| Вища ліга | 2006   | 4      | 28  | 12  | 5  | 11  | 33‒38   | 41  |  | 1/4 фіналу |
| Вища ліга | 2007   | 5      | 28  | 9   | 6  | 13  | 33‒38   | 33  |  | 1/4 фіналу |
| Вища ліга | 2008   | 4      | 28  | 10  | 8  | 10  | 32‒31   | 38  |  | 1/8 фіналу |
| Вища ліга | 2009   | 9      | 32  | 15  | 4  | 13  | 31‒39   | 49  |  | —          |
| Усього    | Усього | Усього | 420 | 180 | 88 | 152 | 594—500 | 628 |  |            |

### Єврокубки
| Сезон   | Турнір                 | Раунд           | Клуб              | Вдома | На виїзді | Загалом   |
| ------- | ---------------------- | --------------- | ----------------- | ----- | --------- | --------- |
| 1996–97 | Кубок УЄФА             | Попередній      | Баррі Таун        | 0–0   | 1–2       | 1–2       |
| 1997–98 | Кубок володарів кубків | Кваліфікаційний | «Кяпаз»           | 1–0   | 1–0       | 2–0       |
| 1997–98 | Кубок володарів кубків | 1               | АЕК               | 0–5   | 2–4       | 2–9       |
| 1998    | Кубок Інтертото        | 1               | «Тренчин»         | 1–1   | 1–4       | 2–5       |
| 2000    | Кубок Інтертото        | 1               | «Тренчин»         | 0–3   | 0–1       | 0–4       |
| 2000    | Кубок Інтертото        | 2               | «Ольборг»         | 0–0   | 0–1       | 0–1       |
| 2001–02 | Кубок УЄФА             | Кваліфікація    | «Осієк»           | 2–1   | 0–1       | 2–2(в.г.) |
| 2002    | Кубок Інтертото        | 1               | «Заглембє» (Л)    | 1–1   | 1–0       | 2–1       |
| 2002    | Кубок Інтертото        | 2               | «Крила Рад» (С)   | 0–3   | 0–1       | 0–4       |
| 2003    | Кубок Інтертото        | 1               | «Віль»            | 1–0   | 0–2       | 1–2       |
| 2004    | Кубок Інтертото        | 1               | «Аберістіут Таун» | 0–0   | 0–4       | 0–4       |
| 2004    | Кубок Інтертото        | 2               | ОФК               | 1–3   | 0–2       | 1–5       |
| 2005    | Кубок Інтертото        | 1               | «Бангор Сіті»     | 2–1   | 2–0       | 4–1       |
| 2005    | Кубок Інтертото        | 2               | «Жальгіріс» (В)   | 0–2   | 2–1       | 2–3       |
| 2006    | Кубок Інтертото        | 1               | ГБ Торсгавн       | 1–1   | 1–0       | 2–1       |
| 2006    | Кубок Інтертото        | 2               | «Гіберніан»       | 0–3   | 0–5       | 0–8       |
| 2007    | Кубок Інтертото        | 1               | «Кліфтонвілль»    | 0–1   | 1–1       | 1–2       |
| 2009–10 | Ліга Європи            | 1               | Нимме Калью       | 2–1   | 0–0       | 2–1       |
| 2009–10 | Ліга Європи            | 2               | Бней-Єгуда        | 0–4   | 0–1       | 0–5       |

### Балтійська ліга
| Сезон   | Раунд | Клуб    | Вдома | На виїзді | Загалом |
| ------- | ----- | ------- | ----- | --------- | ------- |
| 2009–10 | 1     | «Ветра» | 0–0   | 0–3       | 0-3     |

## Досягнення
- Латвійська футбольна Вища ліга
  -  Срібний призер (1): 1995
  -  Бронзовий призер (2): 1996, 1997

- Кубок Латвії
  -  Фіналіст (2): 1997, 2001

## Відомі тренери
- Владімірс Сербінс (1995)
- Володимир Пачко (1995—1996)
- Дмитро Кузьмичов (1996—1997)
- Віктор Нестеренко (1998)
- Роман Григорчук (1998) — в. о.
- Володимир Бодров (1999)
- Роман Григорчук (1999—2005)
- Дмитро Кузьмичов (2005)
- Віктор Демидов (2005)
- Сергій Агашков (2006)
- Сергій Попков (2006—2007)
- Тамаз Пертія (2007—2008)
- Ігор Гамула (2009)
- Тамаз Пертія (2009)